# Universidade de Lucca
A Universidade de Lucca uma universidade em Luca, Itália. A universidade deixou de existir em 1867, após várias tentativas ao longo da história de fundar uma nova instituição, como durante o período medieval. Em 6 de junho de 1369, o Imperador Carlos IV concedeu a Luca uma carta autorizando a criação de um Studium Generale, confirmado em 13 de setembro de 1387 pelo Papa Urbano VI.  No entanto, a universidade nunca foi estabelecida. Em 1455, o gonfaloneiro Giovanni Gigli tentou novamente arrecadar fundos para a fundação de uma universidade, mas, mais uma vez, sem sucesso.
Atualmente, Lucca abriga três instituições de ensino superior: o Istituto Musicale, criado em 1843 e que teve Giacomo Puccini entre seus alunos, a IMT Lucca, uma escola voltada para programas de pós-graduação, pesquisa e doutorado, e o Campus Studi del Mediterraneo, que oferece cursos de bacharelado em Ciências do Turismo e mestrado em Planejamento e Gestão do Turismo no Mediterrâneo.